# Rio São Cipriano
Der Rio São Cipriano ist ein etwa 10 km langer linker Nebenfluss des Rio Piquiri im Westen des brasilianischen Bundesstaats Paraná.

## Etymologie und Geschichte
Der Fluss trägt den Namen des Heiligen Cyprian von Karthago.

## Geografie

### Lage
Das Einzugsgebiet des Rio São Cipriano befindet sich auf dem Terceiro Planalto Paranaense (Dritte oder Guarapuava-Hochebene von Paraná).

### Verlauf
Sein Quellgebiet liegt im Norden des Munizips Guaraniaçu auf 485 m Meereshöhe.
Der Fluss verläuft in nordöstlicher Richtung. Er mündet auf 355 m Höhe von links in den Rio Piquiri. Er ist etwa 10 km lang.

### Munizipien im Einzugsgebiet
Der Rio São Cipriano verläuft vollständig innerhalb des Munizips Guaraniaçu.